# XXX (álbum)
XXX é o décimo terceiro álbum de estúdio da banda ZZ Top, lançado em 1999 comemorando o 30º aniversário da banda.</ref>

## Faixas
Todas as faixas por Billy Gibbons, Dusty Hill e Frank Beard, exceto onde anotado.
1. "Poke Chop Sandwich" – 4:50
2. "Crucifixx-A-Flatt" – 3:59
3. "Fearless Boogie" – 4:01
4. "36-22-36" – 2:36
5. "Made into a Movie" – 5:13
6. "Beatbox" – 2:48
7. "Trippin'" – 3:55
8. "Dreadmonboogaloo" – 2:36
9. "Live Intro by Ross Mitchell" – 0:35
10. "Sinpusher" [ao vivo] – 5:18
11. "(Let Me Be Your) Teddy Bear" [ao vivo] (Bernie Lowe, Kal Mann) – 5:21
12. "Hey Mr. Millionaire" [ao vivo] – 4:14
13. "Belt Buckle" [ao vivo] – 4:05

## Banda
- Billy Gibbons: guitarra e vocal
- Dusty Hill: baixo
- Frank Beard: bateria